# Nuit italienne
Pour plus de détails, voir Fiche technique et Distribution.
Nuit italienne (Notte italiana) est un film dramatique italien réalisé par Carlo Mazzacurati, sorti en 1987, avec Marco Messeri et Giulia Boschi dans les rôles principaux. Pour son premier film, Mazzacurati remporte le Grand prix au festival du film italien d'Annecy en 1987 et le Ruban d'argent du meilleur nouveau réalisateur en 1988.

## Synopsis
L'avocat italien Otello Morsiani (Marco Messeri) s'installe dans le delta du Pô. Séduit par le lieu et ses habitants, il sympathise avec Italo (Remo Remotti (it)) et se lie d'amitié avec sa fille, Daria (Giulia Boschi). Mais il découvre par le biais de son travail des secrets qu'il n'aurait jamais du connaître.

## Fiche technique
- Titre : Nuit italienne
- Titre original : Notte italiana
- Réalisation : Carlo Mazzacurati
- Scénario : Carlo Mazzacurati et Franco Bernini
- Décors : Giancarlo Basili et Leonardo Scarpa (it)
- Costumes : Maria Rita Barbera
- Photographie : Agostino Castiglioni
- Montage : Mirco Garrone (it)
- Musique : Fiorenzo Carpi
- Producteur : Angelo Barbagallo et Nanni Moretti
- Société(s) de production : Sacher Film et Rai
- Société(s) de distribution : Titanus
- Budget :
- Pays d'origine : Italie
- Langue originale : italien
- Format : Couleur
- Genre : Drame
- Durée : 93 minutes
- Dates de sortie :
  -  Italie : 30 août 1987 (Mostra de Venise)
  -  Italie : 4 septembre 1987
  -  Italie : 24 août 1988

## Distribution
- Marco Messeri : Otello Morsiani
- Giulia Boschi : Daria
- Remo Remotti (it) : Italo
- Tino Carraro : Melandri
- Memè Perlini : Checco
- Mario Adorf : Tornova
- Silvana De Santis : patronne de l'auberge
- Antonio Petrocelli (it) : Paschero
- Gemelli Ruggeri (it) : un géomètre
- Filippo Cilloni : Enzo
- Roberto Citran : Gabor
- Vasco Mirandola : punk

## Autour du film
- Premier film de Carlo Mazzacurati et premier film réalisé par la société de production Sacher Film fondé par Angelo Barbagallo et Nanni Moretti.

## Prix et distinctions
- Grand prix au festival du film italien d'Annecy en 1987.
- Ruban d'argent du meilleur nouveau réalisateur en 1988 pour Carlo Mazzacurati.
- Nomintation au David di Donatello du meilleur réalisateur débutant en 1988 pour Carlo Mazzacurati.
- Globe d'or du meilleur acteur – révélation pour Marco Messeri en 1988.
- Globe d'or de la meilleure actrice – révélation pour Giulia Boschi en 1988.

## Source
- Jean-Claude Mirabella, Le cinéma italien d'aujourd'hui (1976-2001) : De la crise au renouveau, Rome, Gremese, coll. « Spectacle », 2003, 124 p. (ISBN 978-88-7301-557-4, lire en ligne), p. 35-46-64-67.